# 24 Hours (ER)
24 Hours is de eerste aflevering van het eerste seizoen van de televisieserie ER, die voor het eerst werd uitgezonden op 19 september 1994.

## Verhaal
In deze pilotaflevering van ER wordt kennis gemaakt met het ziekenhuis County General in Chicago en zijn medewerkers.
John Carter begint met zijn eerste dag in het ziekenhuis aan zijn derde jaar studie geneeskunde. Hij wordt gekoppeld aan zijn leraar, chirurg in opleiding Dr. Peter Benton. Dr. Mark Greene, een SEH arts assistent, is aan het twijfelen of hij een baan moet aannemen in een privékliniek. Dr. Susan Lewis, ook een SEH arts assistent, heeft talloze patiënten onder haar hoede, inclusief een patiënt met vergevorderde kanker. Dr. Doug Ross, de SEH kinderarts, confronteert een moeder over een mogelijk misbruik van haar zoon. Verpleegster Carol Hathaway doet na haar dienst een zelfmoordpoging en keert als patiënt terug naar County General.

## Rolverdeling

### Hoofdrol
- Anthony Edwards - Dr. Mark Greene
- Christine Harnos - Jennifer Greene
- George Clooney - Dr. Doug Ross
- Sherry Stringfield - Dr. Susan Lewis
- Eriq La Salle - Dr. Peter Benton
- William H. Macy - Dr. David Morgenstern
- Scott Jaeck - Dr. Steven Flint
- Noah Wyle - John Carter
- Julianna Margulies - verpleegster Carol Hathaway
- Vanessa Marquez - verpleegster Wendy Goldman
- Yvette Freeman - verpleegster Haleh Adams
- Deezer D - verpleger Malik McGrath
- Conni Marie Brazelton - verpleegster Connie Oligario
- Ellen Crawford - verpleegster Lydia Wright
- Abraham Benrubi - Jerry Markovic
- Troy Evans - politieagent Martin

### Gastrol
- Yvonne Zima - Rachel Greene
- Holly Gagnier - Tracy Young
- Glenn Plummer - Timmy Rawlins
- Paul Benjamin - Al Ervin
- Petra Porras - Perez
- Elizabeth Ruscio - Sarah Logan
- Michael Fairman - Mort Harris
- Julianna McCarthy - Mrs. Raskin
- Suzanne Ventulett - Suzanne
- Michael Cavanaugh - vader van Suzanne
- Jeff Doucette - Mr. Larkowski

en vele andere